# Palicourea palustris
Palicourea palustris är en måreväxtart som beskrevs av A.C.Gilman och Charlotte M. Taylor. Palicourea palustris ingår i släktet Palicourea och familjen måreväxter.
Artens utbredningsområde är Costa Rica. Inga underarter finns listade i Catalogue of Life.